# Beowulf
Beowulf (/ˈbeɪəwʊlf/; tiếng Anh cổ: Bēowulf [ˈbeːowuɫf], /bêu-vun-phờ/ "Sói Sét") là một thiên sử thi Anh văn trung đại bao gồm 3182 dòng thơ lặp âm dài lấy bối cảnh ở Scandinavia.
Đây vẫn thường được coi là anh hùng ca tồn tại lâu đời nhất của tiếng Anh cổ và do đó thường được trích dẫn là một trong những tác phẩm quan trọng nhất của văn học Anglo-Saxon, và cũng có thể coi Beowulf là tác phẩm văn học Anh bản địa sớm nhất.

## Lịch sử
Nguyên tác sử thi Beowulf gồm 3182 câu, nằm trong một thủ cảo gọi là Nowell Codex nay lưu trữ tại Thư viện Anh quốc, do tác giả khuyết danh soạn bằng văn phạm Westseax khoảng năm 975-1010. Tác phẩm này về sau được coi là tiêu biểu nhất trong văn chương Anglo-Saxon - giai đoạn khá trọng yếu trong sự hình thành bản sắc Anh quốc hiện đại. Ngoài ra, bối cảnh truyện tương ứng địa bàn Thụy Điển và Đan Mạch hiện đại, chứng minh tầm ảnh hưởng của liên minh Danno (nay là Đan Mạch, Na Uy và Thụy Điển) đối với các thuộc địa Danelagh (tiền thân Anh quốc hiện đại).
Năm 1731, thủ cảo không may đã bị hư hỏng nặng vì một trận hỏa hoạn quét qua Ashburnham House tại London, nơi lưu trữ bộ sưu tập các bản thảo thời Trung cổ do Sir Robert Bruce Cotton tổng hợp. Trong bảy thế kỷ đầu tiên, sự tồn tại của Beowulf đã không gây ấn tượng với các nhà văn và học giả: bên cạnh một đề cập ngắn gọn trong một danh sách Humfrey Wanley lập ra năm 1705, tác phẩm đã không được nghiên cứu cho đến cuối thế kỷ 18, và không được công bố toàn bộ cho đến khi Johan Bulow đã tài trợ cho bản dịch ra tiếng Latin năm 1815 của học giả Iceland-Đan Mạch Grímur Jonsson Thorkelin. Sau một cuộc tranh luận căng thẳng với Thorkelin, Bulow đồng ý tài trợ cho một bản dịch mới của NFS Grundtvig - lần này dịch ra tiếng Đan Mạch. Kết quả, Bjovulfs Drape (1820), là bản dịch ra ngôn ngữ hiện đại đầu tiên của Beowulf.
Trong bài thơ, Beowulf, một anh hùng ở Geats (Scandinavia), đến trợ giúp Hroðgar, vua của Đan Mạch khi cung điện của vua (trong Heorot) bị một con quái vật tên là Grendel tấn công. Sau khi Beowulf giết chết Grendel, mẹ của Grendel tấn công cung điện và sau đó cũng bị đánh bại. Chiến thắng, Beowulf trở về quê nhà Geatland ở Thụy Điển và sau này trở thành vua của xứ này. Sau một thời gian năm mươi năm, Beowulf đánh bại một con rồng, nhưng người anh hùng cũng bị tử thương trong cuộc chiến. Sau khi ông chết, con cháu đã mai táng ông trong một gò đất ở Geatland.

## Nội dung
Tương truyền, từ thượng cổ có chủng tộc đã phong ấn lối vào một kho báu gọi Earnanæs, mà kho báu ấy do một con rồng canh giữ. Đây cũng là nơi chôn cất một vị vua vĩ đại, cũng là nhân vật lập ra kho báu ấy, húy ngài là Beowulf.
Ngự cung Heorot xứ Daner thường xuyên bị quỷ ám, khiến không ít người chết không toàn thây hoặc mất tích khi vừa ban mai. Vua Hrothgar túng thế bèn sai sứ giả đi khắp nơi cầu người hiền cứu rỗi. Mãi lâu sau mới có tráng sĩ Beowulf xứ Geatas tình nguyện sang Daner giúp vua Hrothgar trừ quỷ.
Theo lời Hrothgar, quái thú Grendel vốn là hậu duệ Kain trong Thánh Kinh, nó thường lợi dụng màn đêm đợi lúc cả Heorot ngủ say thì ra tay đồ sát. Hrothgar bèn bày cách mở triều yến từ sáng tới đêm, rồi ai nấy giả vờ ngủ trong khi vẫn ôm gươm nằm phục. Khi Grendel xông vào, cả bọn nhận diện nó qua mùi hôi nồng nặc, thế rồi Beowulf tuốt gươm phạt đứt một cánh tay nó. Grendel tức mình bỏ chạy về hang.
Grendel nhảy xuống một cái đầm sâu trong rừng, dưới đầm lại có một hang thăm thẳm vốn là chốn ngụ của nó từ xa xưa. Nhưng Grendel xuất huyết mà chết, Mẹ Grendel bèn ra đi phục thù. Ban đầu, Mẹ Grendel ám sát thuộc hạ kiệt xuất nhất của Hrothgar là Æschere. Vua bèn huy động Beowulf và quan binh đuổi đánh Mẹ Grendel tới hang cùng. Tráng sĩ Unferth biếu Beowulf thanh gươm Hrunting và thách chàng giao đấu Mẹ Grendel. Beowulf bèn đem gươm báu lặn xuống đầm. Giao tranh mãi, sau rốt Mẹ Grendel bị Beowulf phạt đầu. Beowulf khải hoàn và được vua Hrothgar ban cho thanh gươm Nægling.
Beowulf hồi hương rồi được bầu làm vua. Chàng dồn hết của cải chiếm được ở hang Grendel vào kho báu Earnanæs dưới chân một ngọn núi lớn, do một con rồng canh giữ. Đến năm chục năm sau, có tên nô lệ lén ăn cắp tách vàng rồi bị rồng phát hiện. Rồng tức khí, bèn bay đi đốt phá khắp nơi đặng thâu hồi của cải. Beowulf bèn cùng tráng sĩ Wiglaf đi đánh rồng. Sau khi trừ xong con rồng, Beowulf kiệt sức vì trọng thương rồi tạ thế, Wiglaf bèn sai người đưa vua Beowulf vào lòng núi mai táng.
Vua Beowulf hoăng, xứ sở không còn đáng gờm nữa. Chỉ ít lâu sau Geatas bị các rợ xung quanh cướp phá dẫn tới tiêu vong, khiến bí mật kho báu mãi chôn vùi dưới lòng đất.

## Phong hóa

Tribes mentioned in Beowulf, showing Beowulf's voyage to Heorot and a possible site of the poem's composition in Rendlesham, Suffolk, settled by Angles. See Scandza for details of Scandinavia's political fragmentation in the 6th century.

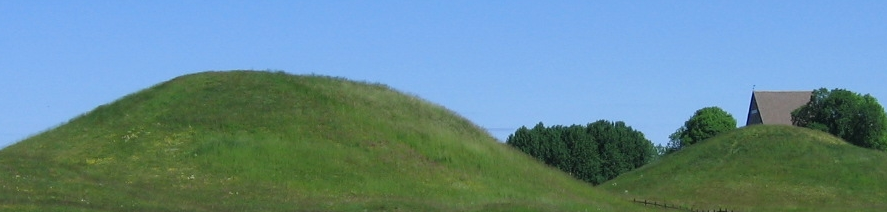
Finds from Gamla Uppsala's western mound, left, excavated in 1874, support Beowulf and the sagas.

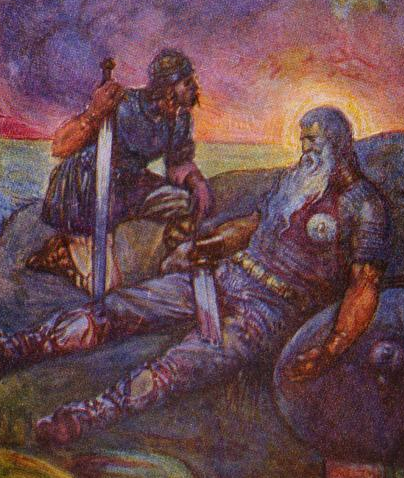
Wiglaf is the single warrior to return and witness Beowulf's death. Illustration by J. R. Skelton, 1908.

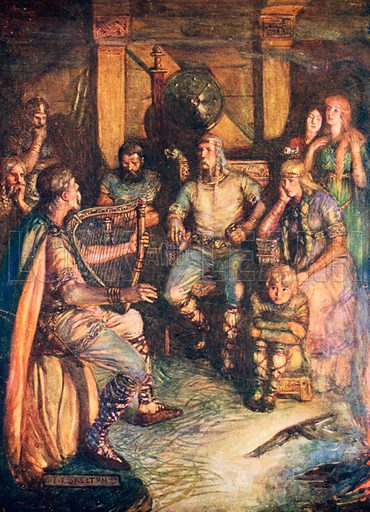
The traditional view is that Beowulf was composed for performance, chanted by a scop (left) to string accompaniment, but modern scholars have suggested its origin as a piece of written literature borrowed from oral traditions. Illustration by J. R. Skelton, k. 1910

Carrigan's model of Beowulf['] design. Key: (a) sections 1–2 (b) 3–7 (c) 8–12 (d) 13–18 (e) 19–23 (f) 24–26 (g) 27–31 (h) 32–33 (i) 34–38 (j) 39–43.

Beowulf vốn được số đông thừa nhận là văn phẩm Tây Âu lâu đời nhất còn đến nay mà không qua sao bản. Chủ đề truyện là cuộc tranh đấu bất tận giữa văn minh và u minh, hay tự nhiên và những cái gì phi tự nhiên. Sau này nó trở nên yếu tố rất quan trọng để Tolkien soạn Chúa nhẫn.
Grendel và Mẹ Grendel vốn là những sinh vật rất kì quái, người không ra người mà ngợm cũng chẳng ra ngợm. Không ai biết hình thù chúng nó ra sao ngoài tiếng rống rất khủng khiếp, vì đợi ban đêm mới thò cổ lên bờ đầm bắt bọn say rượu trong ngự cung Heorot về xơi thịt. Theo học giới hậu Chiến tranh Lạnh thì đó là hình dung về các dân dã man, cho nên Beowulf đi tìm diệt mẹ con Grendel cũng như là khai hóa cho họ vậy. Hình tượng này có nhẽ về sau được Tolkien gởi vào nhân vật chúa tể Sauron.
Tương truyền rằng, trước khi tuyệt chủng, người lùn Earnanæs đã giao kho báu mà họ tích cóp được cho linh vật là một con rồng lửa canh giữ. Qua đến nửa thế kỉ sau, vì một tên nô lệ lén vào ăn cắp vàng nên làm kinh động rồng. Thế rồi rồng bay ra đốt phá khắp Geatland buộc đức vua Beowulf phải dấy binh đi đánh. Nhưng rồi đánh không được còn làm gãy thanh gươm báu. Sau đó vua phải để tráng sĩ Wiglaf cầm Thanh Gươm Gãy đi giết rồng. Cũng theo huyền sử thì cả Grendel, Mẹ Grendel và Hỏa Long đều là hậu duệ Qayin - ông tổ nghề rèn trong Thánh Kinh. Rồng biểu thị năng lượng, cho nên từ xưa dân nghề rèn mới có tục thờ rồng và cả đeo nhẫn. Ở hình trạng nguyên thủy, chiếc nhẫn cũng kể như biểu tượng nguyên năng với hình ảnh rồng cắn đuôi, mặt đá cũng như là đầu rồng chứ không giản ước như ngày nay. Về sau tình tiết này mới thành truyện đoàn người lùn đi đòi kho báu chỗ rồng Smaug - trong tiếng Baltika và Đông Slav thì "smaug" chỉ có nghĩa là rồng.
Trong bài thuyết trình nhan đề Thuyết trình khoa học: Chuyện về sử thi Beowulf, nhằm cung cấp cho những người yêu văn chương một góc nhìn mới về tác phẩm này tại trường Đại học Khoa học Xã hội và Nhân văn Hà Nội ngày 8 tháng 1 năm 2019, giáo sư văn học trung đại và lịch sử Anh ngữ Leonard Neidorf (Đại học Nam Kinh) cho hay: Trong quá khứ, sử thi Beowulf ít được sự quan tâm của công chúng, phải mãi sau năm 1815 mới có những phán xét và thừa nhận khách quan đa chiều hơn đối với tác phẩm này. Thêm một thời gian khá lâu nữa, diễn trình sử thi Beowulf mặc nhiên trở thành một điển phạm văn chương ở cả trong giới hàn lâm cũng như văn hóa đại chúng. Trong đó, bản thân giáo sư cũng đã có thời kì dài tập trung nghiên cứu về gốc tích Beowulf và nỗ lực diễn giải tác phẩm. Neidorf cũng lý giải phương thức nào giúp ông cùng các học giả khác kết hợp được những phương pháp từ các chuyên ngành như: Ngữ văn, Văn học so sánh và Nhân văn số để từ đó làm sáng tỏ thiên sử thi đã từng bị giới chuyên môn quên lãng.
Tuy vậy, ngay từ đầu thế kỉ XXI, giới khảo cổ học Đan Mạch tại Lejre - thủ phủ sơ khai của nước này - đã tiến hành khai quật sảnh đại yến từ thế kỷ thứ 6, nơi nhiều khả năng đóng vai trò trung tâm về huyền thoại người hùng Bắc Âu. Nằm dưới một cánh đồng ở xứ Lejre, cách Copenhagen 37 km về hướng tây, nơi đây từng diễn ra những trò lạc thú trong cuộc sống của thượng lưu vào Thời kỳ Tăm tối (kéo dài từ thế kỷ thứ VI đến XIII tại Âu châu). Mới đây, các nhà khảo cổ, dẫn đầu là Tom Christensen, Giám đốc dự án Lejre, đang tìm kiếm, khai quật và xác định niên đại của địa điểm nhiều khả năng là vương cung ban sơ ở Lejre (trong sử thi Beowulf được mô tả là "đại sảnh vĩ đại dưới thiên đường"), đồng thời tái hiện các món ăn trong những cuộc quốc yến thời đó.
Các chuyên gia đã tìm thấy hàng trăm bộ xương động vật gần chỗ từng diễn ra những cuộc chơi thâu đêm suốt sáng, cho thấy các thực khách thời xưa không từ chối bất cứ món ngon vật lạ nào, bao gồm heo, bò, chiên, dê, hươu nai, ngỗng, vịt, gà, cá. Những thứ khác cũng được phát hiện gần đó bao gồm các mảnh vỡ bình rượu, 40 mẩu nữ trang vàng, bạc, đồng, gốm sứ nhập từ Anh và Rhineland, cũng như cánh thần ưng ngoài biển. Khoảng 20 vật phẩm bằng vàng nằm cách nơi diễn ra đại yến khoảng vài trăm mét, theo báo cáo trên tạp chí BBC History. "Lần đầu tiên, hoạt động khảo cổ học đã cho chúng ta thấy được một cái nhìn thoáng qua về cuộc sống tại một địa điểm chủ chốt thuộc hoàng gia Đan Mạch thời xưa và có liên quan đến huyền thoại", theo Giám đốc dự án Christensen thuộc Bảo tàng Roskilde tại Đan Mạch.
Trong lúc khai quật sảnh đại yến trên, các nhà khảo cổ học cũng tìm được thêm 6 đại sảnh khác của vương thất Đan Mạch tại Lejre. Họ phát hiện mỗi triều đại đời đầu của nước này chỉ sử dụng mỗi sảnh trong vài thế hệ, trước khi phá đi và xây sảnh mới, kế bên nơi cũ. Kết quả giám định cho thấy những nơi này được sử dụng trong giai đoạn từ năm 500 đến 1000, hầu như đều cùng trên một khu vực, trừ sảnh có liên đới huyền thoại Beowulf. Việc hoán đổi vị trí có thể phần nào liên quan đến những sự kiện đã được mô tả trong huyền thoại, và theo truyện thì đó là nơi Grendel lộng hành trước khi Beowulf đến. Vẫn chưa rõ liệu Grendel (có nghĩa là "kẻ hủy diệt") chỉ tồn tại trong truyền thuyết hay xuất hiện dưới một dạng nào đó của bệnh tật và cái chết, hoặc có thể đơn giản là một kẻ thù có bề ngoài hung tợn. Tuy nhiên, sau đó, câu chuyện về người hùng trên đã được truyền khẩu đến xứ sở sương mù, và trở thành huyền thoại được yêu thích trong xã hội Anh vào thế kỉ VII hoặc VIII.
| "Hand and Child" Irish tale              | Grendel | Grendel's Mother |
| ---------------------------------------- | ------- | ---------------- |
| 1 Monster is attacking King each night   | 86 ff   | —                |
| 2 Hero brings help from afar             | 194 ff  | —                |
| 3 At night, when all but hero are asleep | 701–705 | 1251             |
| 4 Monster attacks the hall               | 702 ff  | 1255 ff          |
| 5 Hero pulls off monster's arm           | 748 ff  | —                |
| 6 Monster escapes                        | 819 ff  | 1294 ff          |
| 7 Hero tracks monster to its lair        | 839–849 | 1402 ff          |
| 8 Monster has female companion           | 1345 ff | —                |
| 9 Hero kills the monster                 | —       | 1492 ff          |
| 10 Hero returns to King                  | 853 ff  | 1623 ff          |
| 11 Hero is rewarded with gifts           | 1020 ff | 1866 ff          |
| 12 Hero returns home                     | —       | 1888 ff          |

### Cước chú
1. ↑   In scholarship, the poet is commonly referred to as the "Beowulf poet".[3]
2. ↑  "wíg" means "fight, battle, war, conflict"[9] and "láf" means "remnant, left-over"[10]

## Liên kết

### Tư liệu
- Full digital facsimile of the manuscript on the British Library's Digitised Manuscripts website Lưu trữ ngày 19 tháng 4 năm 2013 tại archive.today
- Beowulf manuscript in The British Library's Online Gallery Lưu trữ ngày 18 tháng 9 năm 2010 tại Wayback Machine
- Annotated List of Beowulf Translations: The List — Arizonal Center for Medieval and Renaissance Studies Lưu trữ ngày 21 tháng 6 năm 2013 tại Wayback Machine
- online text (digitised from Elliott van Kirk Dobbie (ed.), Beowulf and Judith, Anglo-Saxon Poetic Records, 4 (New York, 1953))